# 40776 Yeungkwongyu
40776 Yeungkwongyu este o planetă minoră (asteroid) din centura de asteroizi. A fost descoperită pe 7 octombrie 1999 la Goodricke-Pigott Observatory⁠(d) de Roy A. Tucker⁠(d). 
Obiectul prezintă o orbită caracterizată de o semiaxă mare de 2,9397139195895 UAi, o excentricitate de 0,07, o înclinație de 3,3 ° în raport cu ecliptica.